# Change (현아의 노래)
〈Change〉는 대한민국의 댄스 가수 현아의 디지털 싱글이다. 이 싱글은 현아의 첫 솔로 데뷔 앨범으로 2010년 1월 4일 발매되었다.

## 배경과 뮤직비디오
- 이 곡의 뮤직비디오는 최초 한국방송공사의 심의에서 19세 이상 시청 판정을 받았다.

## 트랙 리스트
| #  | 제목                                | 작곡         | 재생 시간 |
| -- | ----------------------------------- | ------------ | --------- |
| 1. | 〈Change (Feat. 용준형 Of 비스트)〉 | 신사동호랭이 | 3:29      |